# Dalens sjukhus

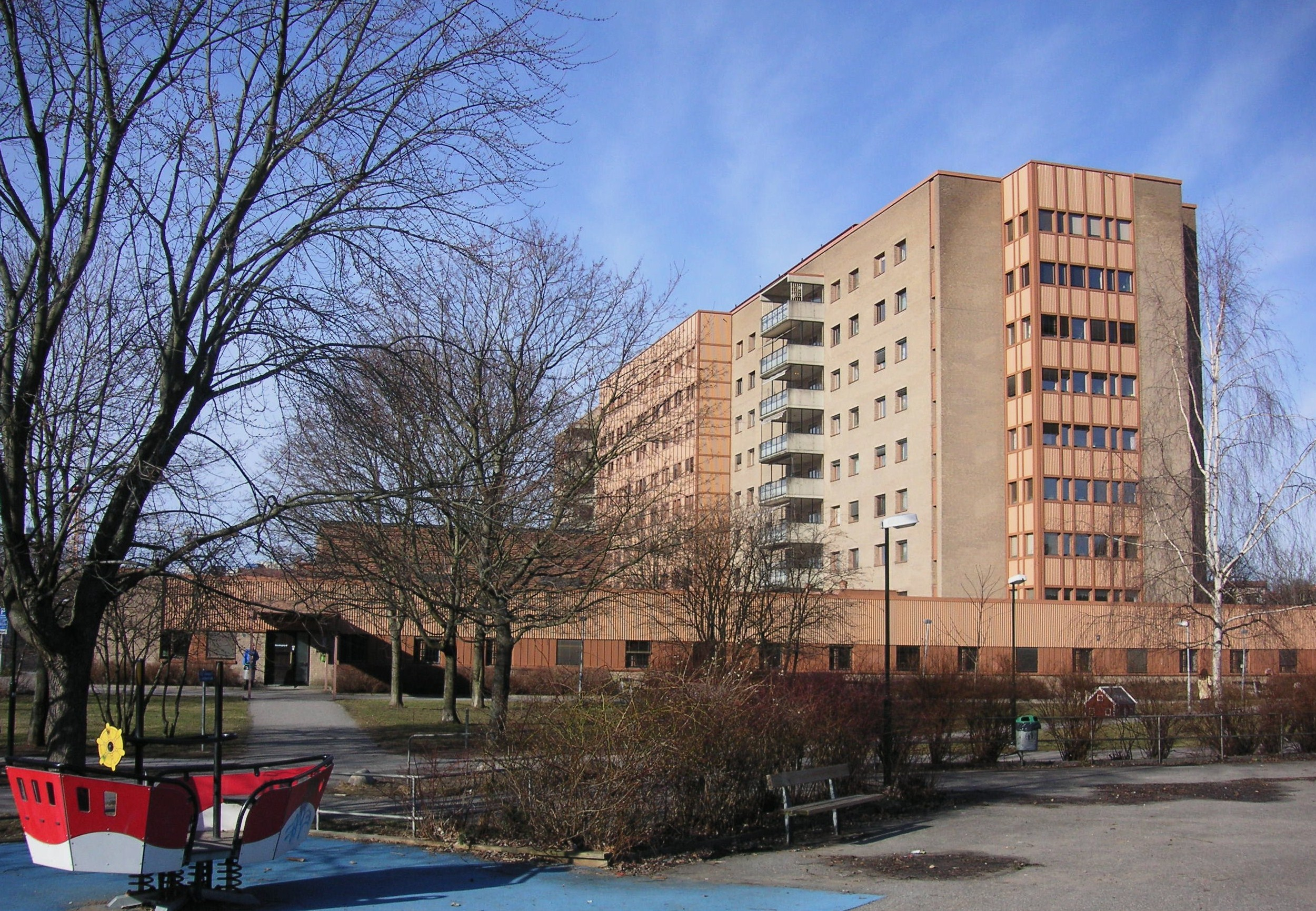
Dalens sjukhus.

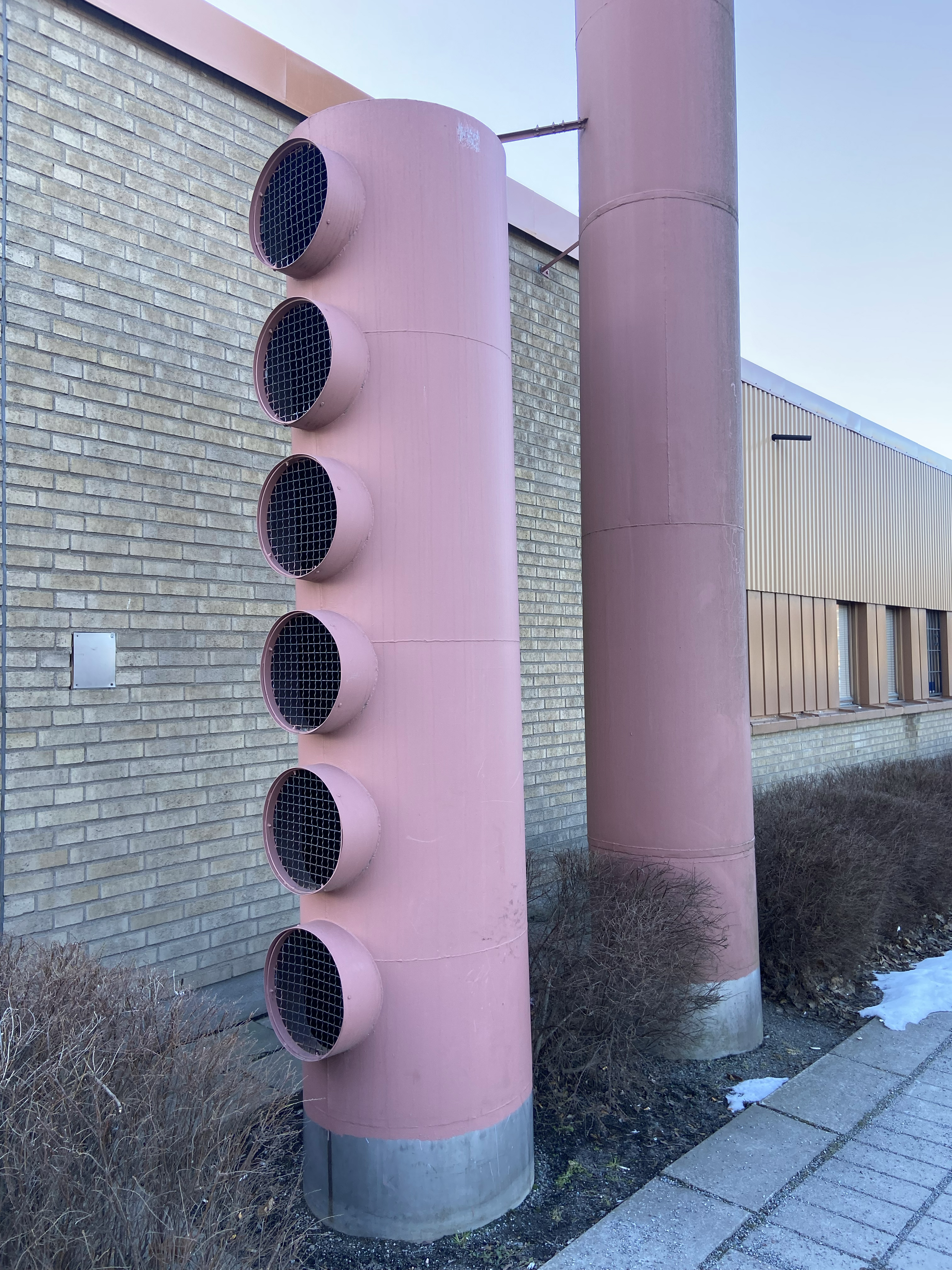
Dalens sjukhus, exteriör detalj.

Dalens sjukhus är ett sjukhus i Dalen i södra Stockholms kommun, nära tunnelbanestationen Blåsut och Nytorps gärde.
Sjukhuset uppfördes 1977 efter ritningar från BLP Arkitektkontor AB (Evert Bosta, S O Larsson och Jörgen Petersen, arkitekter SAR, numera Larsson Arkitekter).  Anläggningen har stadsbyggnadshistoriskt värde. Byggnaden är välbevarad och utförd i en tidstypisk senmodernistisk arkitektur. Anläggningen bevarar sin ursprungliga arkitektur och har arkitekturhistoriska, byggnadshistoriska, samhällshistoriska och socialhistoriska värden.
Dalens sjukhus planerades från början som ett centralsjukhus, men i stället kom Huddinge sjukhus att få denna roll. P.C. Jersilds roman Babels hus utspelar sig på detta planerade sjukhus, som i boken kallades "Enskede sjukhus". Delar av TV-serien Babels hus spelades in på Dalens sjukhus.